# Amerotyphlops
Amerotyphlops is een geslacht van slangen uit de familie wormslangen (Typhlopidae).

## Naam en indeling
De wetenschappelijke naam van het geslacht werd in 2014 voorgesteld door Stephen Blair Hedges, Angela B. Marion, Kelly M. Lipp, Julie Marin en Nicolas Vidal, toen ze deze groep soorten afsplitsten van het geslacht Typhlops. Er zijn 15 soorten, inclusief de pas in 2015 beschreven soort Amerotyphlops arenensis.
De geslachtsnaam Amerotyphlops betekent vrij vertaald 'Amerikaanse blindogen'.

## Verspreiding en habitat
Van dit geslacht komen vertegenwoordigers voor in delen van Midden- en Zuid-Amerika. De slangen leven in de landen Colombia, Venezuela, Guyana, Trinidad, Brazilië, Bolivia, Argentinië, Peru, Paraguay, Honduras, Nicaragua, Costa Rica, Mexico, Guatemala, Ecuador, Suriname, Kleine Antillen (Grenada) en Belize. De habitat bestaat uit vochtige tropische en subtropische bossen, zowel in laaglanden als in bergstreken, droge tropische en subtropische bossen, vochtige savannen en verschillende typen scrublands. Ook in door de mens aangepaste streken zoals plantages, landelijke tuinen en aangetaste bossen kunnen de dieren worden aangetroffen.

## Beschermingsstatus
Door de internationale natuurbeschermingsorganisatie IUCN is aan veertien soorten een beschermingsstatus toegewezen. Negen soorten worden beschouwd als 'veilig' (Least Concern of LC) en een soort als 'onzeker' (Data Deficient of DD). Twee soorten staan te boek als 'kwetsbaar' (Vulnerable of VU) en twee soorten als 'bedreigd' (Endangered of EN).

## Soorten
Het geslacht omvat de volgende soorten, met de auteur en het verspreidingsgebied.
| Naam                         | Auteur                                                       | Verspreidingsgebied                                                                   | Beschermingsstatus |
| ---------------------------- | ------------------------------------------------------------ | ------------------------------------------------------------------------------------- | ------------------ |
| Amerotyphlops amoipira       | Rodrigues & Juncá, 2008                                      | Brazilië                                                                              |                    |
| Amerotyphlops arenensis      | Graboski, Pereira-Filho, Silva, Costa Prudente & Zaher, 2015 | Brazilië                                                                              | Niet geëvalueerd   |
| Amerotyphlops brongersmianus | Vanzolini, 1976                                              | Colombia, Venezuela, Guyana, Trinidad, Brazilië, Bolivia, Argentinië, Peru, Paraguay  |                    |
| Amerotyphlops costaricensis  | Jiménez & Savage, 1963                                       | Honduras, Nicaragua, Costa Rica                                                       |                    |
| Amerotyphlops lehneri        | Roux, 1926                                                   | Venezuela                                                                             |                    |
| Amerotyphlops microstomus    | Cope, 1866                                                   | Mexico, Guatemala, Belize                                                             |                    |
| Amerotyphlops minuisquamus   | Dixon & Hendricks, 1979                                      | Peru, Brazilië, Guyana, Colombia                                                      |                    |
| Amerotyphlops paucisquamus   | Dixon & Hendricks, 1979                                      | Brazilië                                                                              |                    |
| Amerotyphlops reticulatus    | Linnaeus, 1758                                               | Colombia, Venezuela, Guyana, Frans-Guyana, Suriname, Brazilië, Peru, Bolivia, Ecuador |                    |
| Amerotyphlops stadelmani     | Schmidt, 1936                                                | Honduras                                                                              |                    |
| Amerotyphlops tasymicris     | Thomas, 1974                                                 | Kleine Antillen (Grenada)                                                             |                    |
| Amerotyphlops tenuis         | Salvin, 1860                                                 | Mexico, Guatemala                                                                     |                    |
| Amerotyphlops trinitatus     | Richmond, 1965                                               | Trinidad                                                                              |                    |
| Amerotyphlops tycherus       | Townsend, Wilson, Ketzler & Luque-Montes, 2008               | Honduras                                                                              |                    |
| Amerotyphlops yonenagae      | Rodrigues, 1991                                              | Brazilië                                                                              |                    |